# El'ad
El'ad è una città israeliana di 36.300 abitanti nel Distretto Centrale.